# Oh No Ono
Oh No Ono ist ein Quintett aus Aalborg in Dänemark.

## Geschichte
Die Band wurde 2003 von Kristoffer Rom (Schlagzeug), Aske Zidore (Gitarre, Gesang, Samples), Kristian Olsen (Keyboard) und Malthe Fischer (Gesang, Gitarre und Samples) gegründet. Alle Mitglieder besitzen unterschiedliche musikalische Hintergründe, die von Klassik und Country über Rock bis hin zu Punk reichen. Die Band wuchs mit dem Bassisten Nis Svoldgaard auf fünf Mitglieder an. Kristian Olsen verließ 2008 die Band und wurde durch Nicolai Koch ersetzt.
Die Band beschreibt ihren Stil als Mischung aus alternativem Pop, Electroclash, Funk und New Wave. Sie veröffentlichte 2006 ihr Debütalbum Yes. Es wurde von Jesper Mortensen und der Band selbst produziert, die Aufnahmen fanden in Thomas Troelsens "Deltalab" statt.

## Diskografie

### Alben
- 2006: Yes
- 2009: Eggs

### EPs
- 2005: Now You Know Oh No Ono